# Milan Pogačnik
Milan Pogačnik, slovenski veterinar in politik, * 1946, Celje.
Doktoriral je s področja patološke morfologije na oddelku za veterino Biotehniške fakultete v Ljubljani. Od 1990, ko se oddelek preoblikoval v samostojno Veterinarsko fakulteto, do 2008 je služil kot njen dekan. Leta 1994 je pridobil naziv rednega profesorja.
Leta 2008 je bil imenovan za ministra za kmetijstvo, gozdarstvo in prehrano Republike Slovenije v vladi Boruta Pahorja. 10. marca 2010 je s položaja odstopil, uradno zaradi pritiskov po tistem ko je bil osumljen korupcije pri spremembi namembnosti kmetijskih zemljišč v korist Zmaga Jelinčiča.